# Palmar de las Flores
Palmar de las Flores är en ort i Mexiko.   Den ligger i kommunen San Luis Potosí och delstaten San Luis Potosí, i den centrala delen av landet, 400 km nordväst om huvudstaden Mexico City. Palmar de las Flores ligger 1 639 meter över havet och antalet invånare är 103.
Terrängen runt Palmar de las Flores är en högslätt, och sluttar norrut. Runt Palmar de las Flores är det glesbefolkat, med 18 invånare per kvadratkilometer. Närmaste större samhälle är Ex-Hacienda de Enramada, 9,4 km väster om Palmar de las Flores. Omgivningarna runt Palmar de las Flores är i huvudsak ett öppet busklandskap.